# Альберт, Абрахам Адриан
А́брахам А́дриан А́льберт (Алберт) (англ. Abraham Adrian Albert, 9 ноября 1905, Чикаго, Иллинойс — 6 июня 1972, Чикаго, Иллинойс) — американский математик, ученик Леонарда Юджина Диксона. Среди коллег известен под шутливым прозвищем «A куб» ({\displaystyle A^{3}}, из-за тройного A в инициалах). Труды по фундаментальным концепциям алгебр, в частности — по теории ассоциативных алгебр. Развил теорию прямых произведений простых ассоциативных алгебр, установил точную структуру мультипликативных алгебр (1934). С 1941 года исследовал структуру неассоциативных алгебр, дал общую теорию структуры йордановых алгебр, одна из которых получила его имя. Наиболее известен теоремой Альберта–Брауэра–Хассе–Нётер о матричном представлении конечномерных алгебр с делением над алгебраическим числовым полем.
Член Американского математического общества, президент Общества в период 1965—1966 годах. Лауреат премии Коула (1939). Член Национальной академии наук США (1943), член Бразильской и Аргентинской академий наук. Член Американской академии искусств и наук (1968). Вице-президент Международного математического союза (с 1971 года). Докладчик Международного конгресса математиков (1950, Кембридж).

## Биография и научная деятельность
Родился в Чикаго в семье евреев, выходцев из России. Окончил Чикагский университет (1926). В следующем году получил в Чикаго степень магистра, а ещё год спустя стал доктором философии. Его диссертация называлась «Алгебры, их радикалы и алгебры с делением» (Algebras and their Radicals and Division Algebras). Научным руководителем был Леонард Юджин Диксон, ведущий американский алгебраист того периода, оказавший значительное влияние на последующие исследования Альберта.
В декабре 1927 года Альберт женился на Фреде Дэвис (Freda Davis). Брак был счастливым, у них родились два сына и дочь, однако один из сыновей, 23-летний Рой, трагически погиб в 1958 году. От остальных детей у Альберта были пятеро внуков.
В своей докторской диссертации Альберт добился значительного прогресса в классификации алгебр с делением, и это помогло ему в эти трудные годы Великой депрессии получить стипендию Национального исследовательского совета для продолжения обучения. Он провел девять месяцев в Принстоне (1928—1929), и это был важный период для Альберта, так как именно там он встретил другого крупного американского алгебраиста, Соломона Лефшеца, и тот предложил изучить открытые проблемы в теории римановых матриц. Эти матрицы возникают в теории комплексных многообразий, и Альберт неоднократно в своих статьях затрагивал данную тему в последующие годы.
Далее Альберт год работал в Принстонском университете, с 1929 по 1931 год преподавал в Колумбийском университете. Труды этого периода касаются абелевых многообразий и алгебры их эндоморфизмов.
C 1931 года и до конца жизни Альберт работал на математическом факультете Чикагского университета (сначала доцентом, с 1941 года — профессор). Занимал посты заведующего кафедрой математики (1958), декана Отделения физических наук (1961).
1933—1934 годы Альберт провёл в Принстоне, где открылся Институт перспективных исследований;  в 1961—1962 годы он провёл ещё год в Принстоне как первый директор Института анализа обороны (IDA, The Institute for Defense Analyses). В связи с потребностями физики Альберт дал общую теорию структуры Йордановых алгебр, опубликовав статью «О некоторых алгебрах квантовой механики» (1934); позднее он опубликовал ещё три фундаментальные статьи на эту тему (1946, 1947, 1950).
В 1939 году Альберт получил премию Коула от Американского математического общества по алгебре за цикл работ о матрицах Римана. Монография Альберта «Структура алгебр» (Structure of algebras, 1939) сразу стала классической и сохраняет ценность в наши дни.
В теоретической математике Альберт в первую очередь известен как один из основных разработчиков теории линейных ассоциативных алгебр и как пионер в развитии линейные неассоциативных алгебр. Как прикладной математик, он во время Второй Мировой Войны и после нее выполнил немало работ по военной тематике. Одним из его самых заметных достижений стала его новаторская работа по криптографии; его идеи оказали заметное влияние на дальнейшее развитие цифровых коммуникационных технологий.
После Второй мировой войны Альберт стал активно содействовать государственной поддержке исследований в области математики наравне с физическими науками. Он служил в директивных органах Управления военно-морских исследований (Office of Naval Research), в Национальном исследовательском совете (United States National Research Council) и в Национальном научном фонде. Последний направлял гранты на исследования в области математики, создавая многим молодым математикам карьерные возможности, ранее недоступные.
Последние годы Альберт посвятил изданию собрания сочинений своего учителя Леонарда Юджина Диксона; оно вышло уже после смерти Альберта, в 1975 году.

## Основные труды

### Книги
- A. A. Albert, Algebras and their radicals, and division algebras, 1928.
- Albert, A. Adrian (2015) [1938], Modern higher algebra, Cambridge University Press, ISBN 978-1-107-54462-8.[7]
- A. A. Albert, Structure of algebras, 1939.[8] Colloquium publications 24, American Mathematical Society, 2003, ISBN 0-8218-1024-30-8218-1024-3.
- Introduction to algebraic theories, 1941
- College algebra, 1946
- Solid analytic geometry, 1949
- Fundamental concepts of higher algebra, 1956[9]
- with Rebeun Sandler: Introduction to finite projective plans (англ.). — 1968.
- Albert, A. Adrian (1993), Block, Richard E.; Jacobson, Nathan; Osborn, J. Marshall; Saltman, David J.; Zelinsky, Daniel (eds.), Collected mathematical papers. Part 1. Associative algebras and Riemann matrices., Providence, R.I.: American Mathematical Society, ISBN 978-0-8218-0005-8, MR 1213451
- Albert, A. Adrian (1993), Block, Richard E.; Jacobson, Nathan; Osborn, J. Marshall; Saltman, David J.; Zelinsky, Daniel (eds.), Collected mathematical papers. Part 2. Nonassociative algebras and miscellany, Providence, R.I.: American Mathematical Society, ISBN 978-0-8218-0007-2, MR 1213452

### Статьи в журнале PNAS
PNAS — орган Национальной академии наук США (Proceedings of the National Academy of Sciences).
- The Norm Form of a Rational Division Algebra (англ.) // Proceedings of the National Academy of Sciences of the United States of America : journal. — 1957. — Vol. 43. — P. 506—509. — doi:10.1073/pnas.43.6.506. — PMID 16590045.
- On Hermitian Operators over the Cayley Algebra (англ.) // Proceedings of the National Academy of Sciences of the United States of America : journal. — 1955. — Vol. 41. — P. 639—640. — doi:10.1073/pnas.41.9.639. — PMID 16589719.
- A Note on the Exceptional Jordan Algebra (англ.) // Proceedings of the National Academy of Sciences of the United States of America : journal. — 1950. — Vol. 36. — P. 372—374. — doi:10.1073/pnas.36.7.372. — PMID 15430315.
- A Theory of Trace-Admissible Algebras (англ.) // Proceedings of the National Academy of Sciences of the United States of America : journal. — 1949. — Vol. 35. — P. 317—322. — doi:10.1073/pnas.35.6.317. — PMID 16588897.
- The Minimum Rank of a Correlation Matrix (англ.) // Proceedings of the National Academy of Sciences of the United States of America : journal. — 1944. — Vol. 30. — P. 144—146. — doi:10.1073/pnas.30.6.144. — PMID 16588638.
- The Matrices of Factor Analysis (англ.) // Proceedings of the National Academy of Sciences of the United States of America : journal. — 1944. — Vol. 30. — P. 90—5. — doi:10.1073/pnas.30.4.90. — PMID 16578117.
- On the Structure of Pure Riemann Matrices with Non-commutative Multiplication Algebras (англ.) // Proceedings of the National Academy of Sciences of the United States of America : journal. — 1930. — Vol. 16. — P. 308—312. — doi:10.1073/pnas.16.4.308. — PMID 16587573.
- The Group of the Rank Equation of Any Normal Division Algebra (англ.) // Proceedings of the National Academy of Sciences of the United States of America : journal. — 1928. — Vol. 14. — P. 906—907. — doi:10.1073/pnas.14.12.906. — PMID 16587420.
- On the Nuclei of a Simple Jordan Algebra (англ.) // Proceedings of the National Academy of Sciences of the United States of America : journal. — 1963. — Vol. 50. — P. 446—447. — doi:10.1073/pnas.50.3.446. — PMID 16578544.
- A Property of Special Jordan Algebras (англ.) // Proceedings of the National Academy of Sciences of the United States of America : journal. — 1956. — Vol. 42. — P. 624—625. — doi:10.1073/pnas.42.9.624. — PMID 16589918.
- On Involutorial Algebras (англ.) // Proceedings of the National Academy of Sciences of the United States of America : journal. — 1955. — Vol. 41. — P. 480—482. — doi:10.1073/pnas.41.7.480. — PMID 16589700.
- Involutorial Simple Algebras and Real Riemann Matrices (англ.) // Proceedings of the National Academy of Sciences of the United States of America : journal. — 1934. — Vol. 20. — P. 676—681. — doi:10.1073/pnas.20.12.676. — PMID 16587930.
- Normal Division Algebras of 22m  (англ.) // Proceedings of the National Academy of Sciences of the United States of America : journal. — 1931. — Vol. 17. — P. 389—392. — doi:10.1073/pnas.17.6.389. — PMID 16587641.
- On Direct Products, Cyclic Division Algebras, and Pure Riemann Matrices (англ.) // Proceedings of the National Academy of Sciences of the United States of America : journal. — 1930. — Vol. 16. — P. 313—315. — doi:10.1073/pnas.16.4.313. — PMID 16587574.
- The Rank Function of Any Simple Algebra (англ.) // Proceedings of the National Academy of Sciences of the United States of America : journal. — 1929. — Vol. 15. — P. 372—376. — doi:10.1073/pnas.15.4.372. — PMID 16587486.
- Normal Division Algebras Satisfying Mild Assumptions (англ.) // Proceedings of the National Academy of Sciences of the United States of America : journal. — 1928. — Vol. 14. — P. 904—906. — doi:10.1073/pnas.14.12.904. — PMID 16587419.